# Youssef Boutros Ghali

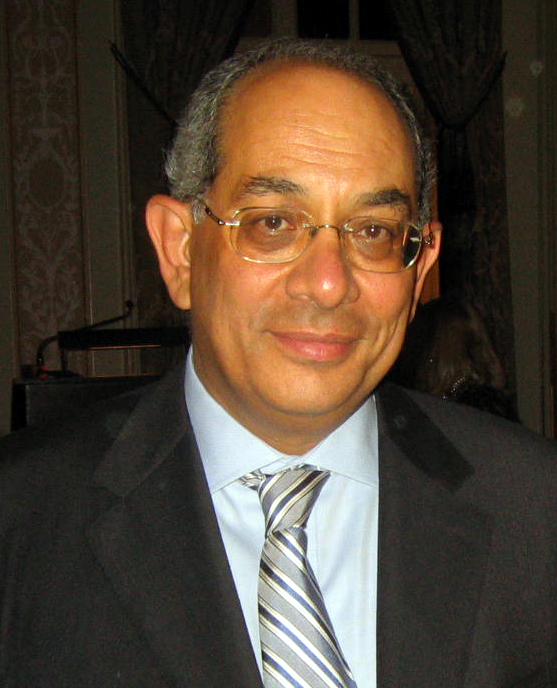
Youssef Boutros Ghali

Youssef Boutros Ghali  (ägyptisch-arabisch يوسف بطرس غالى, DMG Yūsuf Buṭrus Ġālī; * 20. August 1952 in Kairo) ist ein ehemaliger ägyptischer Politiker der Nationaldemokratischen Partei Ägyptens.

## Leben
Youssef Boutros Ghali ist ein Neffe von Boutros Boutros-Ghali, Urenkel von Boutros Ghali und stammt aus einer Familie koptischer Christen.
Er wurde 1974 Bachelor of Arts an der Universität Kairo und 1981 am Massachusetts Institute of Technology mit dem Thema Umschuldung zum Doktor der Wirtschaftswissenschaften  promoviert.
Von 1981 bis 1986 wurde er beim IWF mit der lateinamerikanischen Schuldenkrise beschäftigt. Ab 1986 lehrte er an der Universität Kairo und der Amerikanischen Universität Kairo.
1987 und 1991 war er an Umschuldungsvereinbarungen mit dem IWF und dem Pariser Club beteiligt.
1986 bis 1993 beriet er Premierminister Atif Muhammad Nagib Sidqi und den Leiter der Zentralbank Ägyptens in Wirtschaftsfragen. 1993 trat er dann (offiziell) als Minister für internationale Zusammenarbeit dem Kabinett von Sidqi bei. Diesen Posten hielt er bis 1996.
Im am 11. Januar 1996 von Mubarak ernannten Kabinett Ganzuri I leitete Boutros Ghali das Wirtschaftsministerium (ab 1997 Ministerium für Wirtschaft und Außenhandel). Diesen Posten hielt er – auch noch im Kabinett Abaid (10/1999 –  07/2004) – bis zum Jahre 2004. In dem auf Abaid folgenden Kabinett Nazif (07/2004 – 01/2011) übernahm Boutros Ghali das Finanzministerium. Diesen Posten hielt er bis 29. Januar 2011 als das Kabinett Nazif durch die revolutionären Vorgänge in Ägypten zurücktrat und vom Kabinett Schafiq (01/2011 – 03/2011) abgelöst wurde. Erst seit 2000 war er gewähltes Mitglied des Parlaments (East Cairo District of Shobra).
Youssef Boutros Ghali sprach sich 2003 gegen staatliche Eingriffe zur Stabilisierung des Wechselkurses des Ägyptischen Pfundes aus. Als Finanzminister Konzentrierte er sich auf Defizitabbau, Zoll- und Steuerreform und Privatisierung der öffentlichen Banken.
Boutros Ghali befürwortete den Abbau von Handelshemmnissen, nahm an den Ministertreffen in Seattle, Doha, Cancun der Welthandelsorganisation teil und war maßgeblich am Verlauf der Doha-Runde beteiligt. 1998 trug er zum Abschluss der Euro-mediterranen Partnerschaft zwischen Ägypten und der Europäischen Union und dem Trade and Investment Framework Agreement, einem bilateralen Freihandelsabkommen zwischen den USA und Ägypten, bei. 2004 leitete er die Verhandlungen zum Qualifying Industrial Zone Protocol zwischen der ägyptischen, israelischen und US-amerikanischen Regierung.
Vom Oktober 2008 bis 4. Februar 2011 saß Boutros Ghali dem International Monetary and Financial Committee vor.

### Korruptionsvorwürfe
Kurz bevor Mubarak unter dem Druck der Massenproteste am 11. Februar 2011 zurücktrat, setzte sich Boutros Ghali ins Ausland ab. Medienberichten zufolge soll er sich zeitweise in der libanesischen Hauptstadt Beirut aufgehalten haben. Youssef Boutros Ghali wies die gegen ihn erhobenen Anschuldigungen mehrfach als politisch motiviert zurück und erhielt in der Folge politisches Asyl und ein permanentes Aufenthaltsrecht im Vereinigten Königreich. Ein Internationaler Haftbefehl wurde 2014 in Paris mit Verweis auf den Asylstatus Boutros Ghalis nicht vollzogen. Der Entzug der ägyptischen Staatsbürgerschaft wurde vom ägyptischen Staatsrat 2018 abgelehnt.

## Privat
Boutros Ghali ist verheiratet und hat einen Sohn.